# Myrna Bustani
Artykuł ten został zgłoszony do umieszczenia na stronie głównej w rubryce „Czy wiesz”.
Pomóż nam go sprawdzić: oceń zgłoszoną nominację.
Myrna Emile Bustani (ur. 20 grudnia 1937 w Bejrucie) – libańska przedsiębiorczyni i polityczka. Pierwsza kobieta wybrana do Zgromadzenia Narodowego Libanu, w którym zasiadała w latach 1963–1964

## Życiorys

### Młodość, edukacja i kariera zawodowa
Bustani urodziła się 20 grudnia 1937 w Bejrucie. W 1954 roku ukończyła protestancką szkołę średnią, w której pobierała nauki w libańskim i francuskim systemie. Tego samego roku odbyła kursy przygotowujące do studiów w Londynie. W 1958 roku ukończyła studia licencjackie z psychologii na Université de Lyon. Jest jedyną córką swoich rodziców (Emile i Laura Bustani), bogatych libańskich przedsiębiorców i filantropów.

### Działalność polityczna
Po śmierci swojego ojca, Emila Bustaniego, który zasiadał w Zgromadzeniu Narodowym Libanu od 1951 roku, w 1963 roku została wybrana w przedterminowych wyborach na członkinię parlamentu. Została pierwszą kobietą wybraną do parlamentu w historii kraju. W Zgromadzeniu zasiadała do końca jego kadencji w 1964 roku.

### Życie prywatne i pozostała działalność
Jej ojciec był właścicielem hotelu Al Bustan, jednego z najstarszych hoteli w Bejrucie (budowanego od 1962 i otwartego w 1967 roku) oraz członkiem Zgromadzenia Narodowego Libanu od 1951 do swojej śmierci w wyniku wypadku lotniczego (jego awionetka spadła do morza) w marcu 1963 roku. Jej matka zmarła 6 lutego 2012 po długiej chorobie.
Jest założycielką i przewodniczącą (od 1994 roku) Al Bustan Festival,  corocznego festiwal muzyki i sztuk scenicznych w Libanie (w hotelu Al Bustan). Otrzymała ordery i odznaczenia od rządów Rosji, Węgier, Polski, Austrii i Hiszpanii. Mówi po arabsku, francusku i angielsku.
Zasiada jako powierniczka w radzie powierniczej Uniwersytetu Amerykańskiego w Bejrucie od 1979 roku. Wcześniej powiernikiem uczelni był również jej ojciec. Jest założycielką Centre for Lebanese Studies w Oksfordzie.